# جمعیت (فیلم ۲۰۲۳)
جمعیت (انگلیسی: Crowd) (به هندی: Bheed) فیلم هندی درام اجتماعی هندی-زبان، محصول سال ۲۰۲۳ است که نویسنده، کارگردان و تهیه کننده آن، آنوبهاو سینها بود. ماجرای فیلم بر مبنای یک داستان غیرواقعی و خیال پردازانه است که هنگام رخداد قرنطینه عمومی  در هند به سبب کووید-۱۹ در سال ۲۰۲۰ اتفاق می‌افتد. بازیگران اصلی فیلم، راجکومار رائو در نقش محوری به همراه بومی پدنکار، دیا میرزا، اشوتوش رانا، پانکاج کاپور و کریتیکا کامرا می‌باشند.
فیلمبرداری اصلی در ماه اکتبر ۲۰۲۱ شروع شد و در دسامبر ۲۰۲۱ خاتمه یافت. فیلم در روز ۲۴ مارس ۲۰۲۳ اکران شد و نظرات مثبت را دریافت کرد ولی در گیشه به فیلم شکست خورده تجاری تبدیل شد.